# Monte Minto (Antartide)
Il Monte Minto è un rilievo per lo più libero da ghiacci che misura 4165 m di altezza, situato circa 4,9 km a est del Monte Adam nella zona centrale delle cosiddette Monti dell'Ammiragliato (Admiralty Mountains), in Antartide.
Fu scoperto nel gennaio 1841 dal capitano inglese James Clark Ross, che gli dette il nome del Conte di Minto, successivamente nominato primo Lord dell'Ammiragliato.
La prima ascesa fu compiuta il 18 febbraio 1988 dagli arrampicatori Greg Mortimer, Lincoln Hall, Jonathan Chester, Lyle Closs, Chris Hilton e Glenn Singleman.

## James Ross: Antartico, 1840
Il capitano James Clark Ross, nipote del famoso esploratore della marina inglese John Ross (1777-1856), nato nel 1800 e marinaio fin dall'età di dodici anni, accompagnò lo zio durante la spedizione al Polo Nord del 1829.
Inoltre nel 1831 James Clark Ross scoprì il Polo Sud Magnetico.
La spedizione del dicembre 1840 lo portò al Polo Sud. Dalle isole Auckland e le isole Campbell raggiunse la latitudine 63 20' S. Procedendo attraverso numerosi iceberg furono avvistate numerose balene e catturati esemplari della fauna artica (invertebrati marini) tra cui la Clio borealis e l'Agonautica arctica.
Alle dieci in punto del mattino del 1º gennaio 1841 la spedizione attraversò il Circolo polare antartico. La latitudine raggiunta era di 66 32' S. La giornata passò tra festeggiamenti e reciproche congratulazioni tra gli ufficiali e l'equipaggio. La terra venne avvistata l'11 gennaio 1841, attraverso vette elevate coperte di neve perenne; la cima più alta di questa catena fu chiamata in seguito da Ross la Lieutenant-Colonel Sabine, dal nome del segretario straniero della Royal Society. Il giorno successivo i vascelli raggiunsero la latitudine di 71 15', il punto più estremo dai tentativi di James Cook di raggiungere il Polo Sud. Infine, dopo che i vascelli ebbero costeggiato la barriera di ghiaccio, fu attraversato il capo che formava il promontorio sud della piccola baia in cui le imbarcazioni riuscirono a trovare un passaggio e venne chiamato Cape Downshire. Ross identificò una lunga striscia di rocce nere attraverso il nitore della barriera che gli diede conferma dell'origine vulcanica del nuovo continente. Questa formazione fu battezzata Dunraven Rocks. La catena montuosa estesa nel nord-ovest fu chiamata Admiralty Range (Catena Ammiraglia), e le sue montagne più imponenti, Monte Minto, Monte Adam e Monte Parker. Le altre cime hanno un'altezza variabile tra settemila e novemila piedi (2000–2700 m). Le due estremità della catena presero il nome di Cape Wood e Cape Barrow, quest'ultimo da Sir John Barrow, considerato il padre delle moderne esplorazioni artiche.

## La spedizione
Il 31 dicembre 1987, in occasione dell'inizio dell'anno commemorativo del bicentenario della colonizzazione australiana, lo yacht Alan and Vi Thistlethwayte salpò da Sydney con a bordo una squadra di arrampicatori sotto la guida di Greg Mortimer per conquistare la vetta più alta della North Victoria Land, a 4163 m.
La goletta, di circa 23 m, era stata equipaggiata da Don Richards, Colin Putt, Peter Gill, Ken Scott e Margaret Werner. Gli esploratori arrivarono in Antartide a Cape Hallet, in febbraio. Da qui il viaggio proseguì verso Tucker Glacier. Questo fu scalato fino al Man O' War Glacier e alla base di Monte Minto. Lasciarono la costa con un toboga motorizzato ma dovettero poi trascinare gli equipaggiamenti da soli, coprendo i 130 km fino al Monte Minto.
La montagna fu così raggiunta dopo una lunga cordata condotta nell'interno del continente.

### Terra Vittoria e la ricerca italiana
L'attività dei geologi italiani si è sviluppata attraverso quindici spedizioni realizzate nell'ambito del Progetto Nazionale di Ricerche in Antartide (PNRA) a partire al 1985. La zona di studio su cui sono state concentrate le ricerche è la porzione settentrionale della Terra della regina Victoria (Northern Victoria Land), un'estesa regione che si affaccia sulla costa occidentale del Mare di Ross (Ross Sea), a sud della Nuova Zelanda.
La Terra Vittoria ha una morfologia assai movimentata, con vallate occupate da ghiacciai imponenti lunghi più di 250 km e larghi decine, separate da dorsali e alte montagne che possono superare i 4000 m.
Terra Vittoria Settentrionale è la terminazione verso l'Oceano Pacifico di uno dei maggiori sistemi montuosi della crosta terrestre, le Monti Transantartici (Transantartic Mountains), che corrono dall'Atlantico al Pacifico per una lunghezza di oltre 3000 km.
La Terra Vittoria settentrionale è ricca di affioramenti dai quali è possibile ricostruire la storia di questa parte delle Montagne Transantartiche.

## La montagna più solitaria
Il resoconto della spedizione sul Monte Minto è stato pubblicato in inglese in un libro dal titolo The Loneliest Mountain (1989), scritto da Lincoln Hall, uno dei membri della spedizione, che ha dato conto anche della conquista australiana del Monte Everest.
Il diario di Hall descrive il viaggio dei sei arrampicatori che, dopo aver raggiunto la cima, dovettero esser prelevati da un elicottero. Il viaggio di ritorno, caratterizzato da una tempesta forza 11, danni causati dagli icebergs, scarsità di acqua potabile e guasti meccanici, finì in Nuova Zelanda.
La storia è corredata da un notevole apparato fotografico curato da Jonathan Chester.